# Angela Voigt
Angela Voigt (dekliški priimek Schmalfeld), nemška atletinja, * 18. maj 1951, Weferlingen, Vzhodna Nemčija, † 11. april 2013, Magdeburg, Nemčija.
Nastopila je na poletnih olimpijskih igrah leta 1976, kjer je dosegla uspeh kariere z osvojitvijo naslova olimpijske prvakinje v skoku v daljino. V isti disciplini je osvojila srebrni medalji na evropskem prvenstvu leta 1978 in evropskem dvoranskem prvenstvu leta 1974. 9. maja 1976 je postavila nov svetovni rekord v skoku v daljino s 6,92 m, ki je veljal deset dni.  